# Selección de fútbol sub-20 de las Islas Vírgenes estadounidenses
La Selección de fútbol sub-20 de las Islas Vírgenes estadounidenses es el equipo que representa a las Islas Vírgenes de los Estados Unidos en la Copa Mundial de Fútbol Sub-20 y en el Campeonato Sub-20 de la Concacaf, y es controlada por la U.S. Virgin Islands Soccer Federation.

## Estadísticas

### Campeonato Sub-20 de la Concacaf
| Año   | Ronda          | J            | G            | E            | P            | GF           | GC           | DIF          |
| ----- | -------------- | ------------ | ------------ | ------------ | ------------ | ------------ | ------------ | ------------ |
| 1962  | No participó   | No participó | No participó | No participó | No participó | No participó | No participó | No participó |
| 1964  | No participó   | No participó | No participó | No participó | No participó | No participó | No participó | No participó |
| 1970  | No participó   | No participó | No participó | No participó | No participó | No participó | No participó | No participó |
| 1973  | No participó   | No participó | No participó | No participó | No participó | No participó | No participó | No participó |
| 1974  | No participó   | No participó | No participó | No participó | No participó | No participó | No participó | No participó |
| 1976  | No participó   | No participó | No participó | No participó | No participó | No participó | No participó | No participó |
| 1978  | No participó   | No participó | No participó | No participó | No participó | No participó | No participó | No participó |
| 1980  | No participó   | No participó | No participó | No participó | No participó | No participó | No participó | No participó |
| 1982  | No participó   | No participó | No participó | No participó | No participó | No participó | No participó | No participó |
| 1984  | No participó   | No participó | No participó | No participó | No participó | No participó | No participó | No participó |
| 1986  | No participó   | No participó | No participó | No participó | No participó | No participó | No participó | No participó |
| 1988  | No participó   | No participó | No participó | No participó | No participó | No participó | No participó | No participó |
| 1990  | No participó   | No participó | No participó | No participó | No participó | No participó | No participó | No participó |
| 1992  | No participó   | No participó | No participó | No participó | No participó | No participó | No participó | No participó |
| 1994  | No participó   | No participó | No participó | No participó | No participó | No participó | No participó | No participó |
| 1996  | No participó   | No participó | No participó | No participó | No participó | No participó | No participó | No participó |
| 1998  | No participó   | No participó | No participó | No participó | No participó | No participó | No participó | No participó |
| 2001  | No participó   | No participó | No participó | No participó | No participó | No participó | No participó | No participó |
| 2003  | No clasificó   | No clasificó | No clasificó | No clasificó | No clasificó | No clasificó | No clasificó | No clasificó |
| 2005  | No clasificó   | No clasificó | No clasificó | No clasificó | No clasificó | No clasificó | No clasificó | No clasificó |
| 2007  | No clasificó   | No clasificó | No clasificó | No clasificó | No clasificó | No clasificó | No clasificó | No clasificó |
| 2009  | No clasificó   | No clasificó | No clasificó | No clasificó | No clasificó | No clasificó | No clasificó | No clasificó |
| 2011  | No clasificó   | No clasificó | No clasificó | No clasificó | No clasificó | No clasificó | No clasificó | No clasificó |
| 2013  | No clasificó   | No clasificó | No clasificó | No clasificó | No clasificó | No clasificó | No clasificó | No clasificó |
| 2015  | No clasificó   | No clasificó | No clasificó | No clasificó | No clasificó | No clasificó | No clasificó | No clasificó |
| 2017  | No clasificó   | No clasificó | No clasificó | No clasificó | No clasificó | No clasificó | No clasificó | No clasificó |
| 2018  | Fase de Grupos | 5            | 0            | 0            | 5            | 2            | 40           | -38          |
| 2020  | No clasificó   | No clasificó | No clasificó | No clasificó | No clasificó | No clasificó | No clasificó | No clasificó |
| Total | 1/28           | 5            | 0            | 0            | 5            | 2            | 40           | -38          |

### Mundial Sub-20
| Año   | Ronda        | J            | G            | E            | P            | GF           | GC           |
| ----- | ------------ | ------------ | ------------ | ------------ | ------------ | ------------ | ------------ |
| 1977  | No participó | No participó | No participó | No participó | No participó | No participó | No participó |
| 1979  | No participó | No participó | No participó | No participó | No participó | No participó | No participó |
| 1981  | No participó | No participó | No participó | No participó | No participó | No participó | No participó |
| 1983  | No participó | No participó | No participó | No participó | No participó | No participó | No participó |
| 1985  | No participó | No participó | No participó | No participó | No participó | No participó | No participó |
| 1987  | No participó | No participó | No participó | No participó | No participó | No participó | No participó |
| 1989  | No participó | No participó | No participó | No participó | No participó | No participó | No participó |
| 1991  | No participó | No participó | No participó | No participó | No participó | No participó | No participó |
| 1993  | No participó | No participó | No participó | No participó | No participó | No participó | No participó |
| 1995  | No participó | No participó | No participó | No participó | No participó | No participó | No participó |
| 1997  | No participó | No participó | No participó | No participó | No participó | No participó | No participó |
| 1999  | No participó | No participó | No participó | No participó | No participó | No participó | No participó |
| 2001  | No participó | No participó | No participó | No participó | No participó | No participó | No participó |
| 2003  | No clasificó | No clasificó | No clasificó | No clasificó | No clasificó | No clasificó | No clasificó |
| 2005  | No clasificó | No clasificó | No clasificó | No clasificó | No clasificó | No clasificó | No clasificó |
| 2007  | No clasificó | No clasificó | No clasificó | No clasificó | No clasificó | No clasificó | No clasificó |
| 2009  | No clasificó | No clasificó | No clasificó | No clasificó | No clasificó | No clasificó | No clasificó |
| 2011  | No clasificó | No clasificó | No clasificó | No clasificó | No clasificó | No clasificó | No clasificó |
| 2013  | No clasificó | No clasificó | No clasificó | No clasificó | No clasificó | No clasificó | No clasificó |
| 2015  | No clasificó | No clasificó | No clasificó | No clasificó | No clasificó | No clasificó | No clasificó |
| 2017  | No clasificó | No clasificó | No clasificó | No clasificó | No clasificó | No clasificó | No clasificó |
| 2019  | No clasificó | No clasificó | No clasificó | No clasificó | No clasificó | No clasificó | No clasificó |
| 2021  | No clasificó | No clasificó | No clasificó | No clasificó | No clasificó | No clasificó | No clasificó |
| Total | 0/23         | 0            | 0            | 0            | 0            | 0            | 0            |

## Partidos del Campeonato Sub-20 2018
Victoria
     Empate
     Derrota
| Fecha      | Rival                        | Ciudad    | Resultado |
| ---------- | ---------------------------- | --------- | --------- |
| 01/11/2018 | Surinam                      | Bradenton | 2 - 13    |
| 03/11/2018 | Estados Unidos               | Bradenton | 13 - 0    |
| 05/11/2018 | San Vicente y las Granadinas | Bradenton | 0 - 3     |
| 07/11/2018 | Puerto Rico                  | Bradenton | 8 - 0     |
| 09/11/2018 | Trinidad y Tobago            | Bradenton | 0 - 3     |